# Нежа Кланчар
Нежа Кланчар (словен. Neža Klančar; Љубљана, 19. фебруар 2000) — словеначка је пливачица, национална рекордерка и првакиња, учесница највећих светских и европских пливачких такмичења и Олимпијских игара. Њена примарна дисциплина су спринтеске трке слободним и делфин стилом.

## Спортска каријера
Нежа је почела да тренира пливање са шест година у пливачком клубу Олимпија из Љубљане. На међународној пливачкој сцени је дебитовала у доби од 13 година, такмичећи се на Европском олимпијском фестивалу младих одржаном током 2013. у Холандији. Била је део словеначке пливачке репрезентације на Европским играма у Бакуу 2015. где су се такмичили јуниорски пливачи, а где јој је најбољи резултат било 6. место у трци на 200 метара прсним стилом. Нешто касније исте године пливала је и на Светском јуниорском првенству у Сингапуру. 
На Европском јуниорском првенству одржаном у Нетанији 2017. освојила је бронзану медаљу у трци на 50 метара слободним стилом, што је уједно било и њено прво одличје освојено на великим такмичењима у каријери. Свега месец дана касније успела је да се пласира у финале светског јуниорског првенства у Индијанаполису у трци на 50 слободно, испливавши нови лични рекорд у тој дисциплини. 
У децембру 2017. дебитовала је у сениорској конкуренцији пошто је учествовала на Европском првенству у малим базенима, одржаном у данском Копенхагену. 
На Медитеранским играма у Тарагони 2018. освојила је бронзану медаљу у трци на 100 метара слободним стилом, што је уједно била и њена прва медаља у каријери освојена у конкуренцији сениора. Последње такмичење у конкуренцији јуниора је имала на Олимпијским играма младих у Буенос Ајресу 2018. где је освојила две бронзане медаље у тркама на 50 и 100 метара слободним стилом.  
У децембру 2018. учествовала је по први пут на неком од светских првенстава у сениорској конкуренцији, пошто је пливала на Светском првенству у малим базенима у кинеском Хангџоу. 
На светским првенствима у великим базенима је дебитовала у Квангџуу 2019, где се такмичила у три дисциплине — 50 слободно (18), 100 слободно (25) и 200 мешовито (24. место).
Велики успех је постигла на Медитеранским играма 2022. у Орану где је освојила две златне (4×100 и 4×200 слободно) и по једну сребрну (50 слободно) и бронзану (100 слободно) медаљу. 
На светском првенству у Дохи 2024. успела је да исплива трку на 50 слободно у времену 24.87 секунди, поставши тако првом женом у историји словеначког пливања која је ту деоницу испливала за мање од 25 секунди. Након светског првенства отпутовала је на припреме у Аустралију, где је на Отвореном првенству аустралије у Гоулд Коусту испливала нови национални рекорд у трци на 100 слободно.
На Олимпијским играма у Паризу 2024. се такмичила у три дисциплине. Најбољи резултат је остварила у појединачној трци на 50 метара слободним стилом. У квалификацијама те трке је пливала у деветој групи, у стази 8, и са временом од 24.64 секунди заузела је треће место у својој квалификационој групи, односно укупно 11. место у конкуренцији 79 такмичарки, и на тај начин се пласирала у полуфинале. Уједно је то био и нови национални рекорд. У полуфиналној трци која је пливана у вечерњем делу програма истог дана, испливала је време од 24.40 секунди, што је било довољно за 8. место и директан пласман у финале, те за нови национални рекорд. У великом финалу Нежа је по трећи пут оборила национални рекорд Словеније, а резултат од 24.35 секунди био је довољан за високо шесто место. Трку на 100 метара слободно је окончала на 14. месту у полуфиналу, док је женска штафета Словеније на 4×100 слободно (у саставу Кланчар, Шегел, Фаин, Пинтар) заузела 14. место у квалификацијама. 